# Charches
Charches és una localitat i pedania espanyola pertanyent al municipi de la Valle del Zalabí, a la província de Granada, comunitat autònoma d'Andalusia. Està situada a la part oriental de la comarca de Guadix. Prop d'aquesta localitat es troben els nuclis del Pocico i Rambla de l'Aigua. Es tracta del nucli de població més gran dins el Parc Natural de la Serra de Baza. Amb els seus 1.426 m d'altitud, és el tercer poble més alt de la província de Granada, només superat en 50 m per Trevélez i en 10 m per Capileira.
Segons l'Institut Nacional d'Estadística d'Espanya, l'any 2014 Charches tenia 427 habitants censats, 1 el que representa el 18,78% de la població total del municipi.

## Història
Charches va ser un municipi independent fins a 1973, quan es va fusionar juntament amb Alcúdia de Guadix i Exfiliana en un sol municipi anomenat Valle del Zalabí, recaient la capitalitat municipal en el nucli alcudianero.

## Demografia
Segons l'Institut Nacional d'Estadística d'Espanya, l'any 2014 Charches tenia 427 habitants censats, 1 el que representa el 18,78% de la població total del municipi.
| Gràfica d'evolució de Charches entre 2003 i 2013 |
|                                                  |

## Comunicacions
Hi ha diverses carreteres locals que uneixen Charches amb diverses pedanies properes, tot i que l'única via de comunicació d'importància que transcorre per la localitat és:
| Identificador | Denominació        | Itinerari                               |
| ------------- | ------------------ | --------------------------------------- |
| GR-6103       | De A-92 a Charches | A-92 (cerca de La Calahorra) - Charches |